# 王政敏
王政敏（？—17世紀），字宇立，山東兗州府費縣人，明朝、南明政治人物。

## 生平
王政敏是崇禎六年（1633年）舉人，崇禎十六年（1643年）成進士，授行人司行人。弘光時，任廣西司員外郎。清軍下江南，他不再出仕，在家鄉講學，人稱「介節先生」。女兒嫁給瑯邪宋氏，寫下《綠窗詩草》詩集。

## 引用
1. 1 2  錢海岳《南明史·卷三十一·列傳第七》：（弘光）時刑部先後司官之可紀者，為卜象乾、王傚通、鄭洪猷、潘湛、袁定、劉延禟、朱輅、孔尚則、傅箕孺、宋祖乙、費景烷、張萬選、張景韶、夏供佑、王質、董祖嘗、曾守意、王政敏、陸慶衍、汪鉉、陳儒樸、吳伯尚、陳謙、汪姬生、賈應寵云。……政敏，費縣人。崇禎十六年進士。自行人累擢廣西司員外郎，歸里講學。
2. ↑  光緒《費縣志·卷七》：舉人……王政敏（崇禎）六年癸酉科見進士
3. ↑  光緒《費縣志·卷十·人物一》：王政敏，進士，授行人，鼎革後不仕。講學明道，時稱介節先生；有女能詩，適瑯邪宋氏，著有《綠窗詩草》。 參舊志